# Polnischer Aufstand im Großherzogtum Posen (1846)

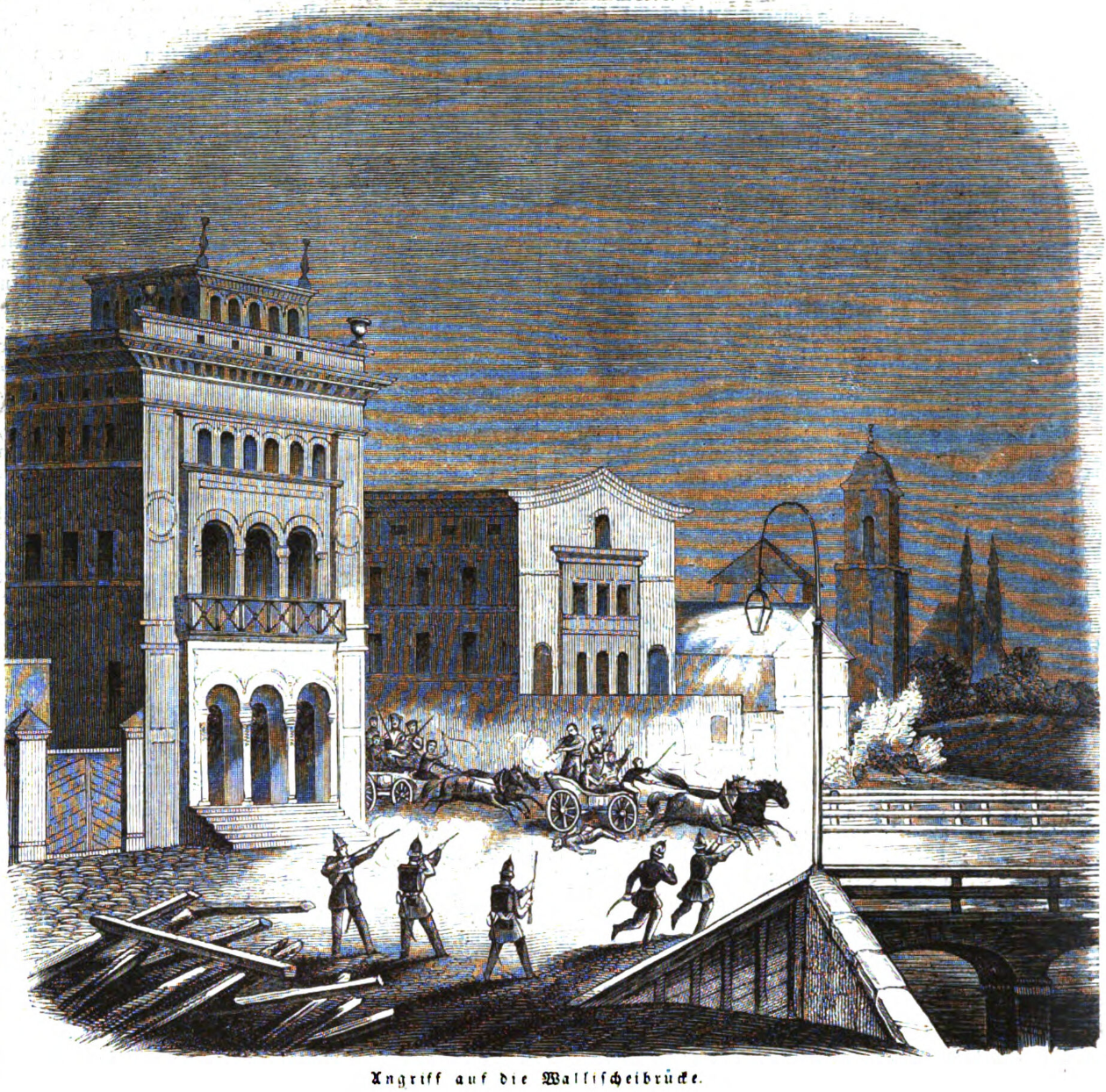
Angriff auf die Wallische (Chwaliszewski) Brücke (bei Julius von Minutoli)

Der Polnische Aufstand im Großherzogtum Posen von 1846 war ein versuchter national-polnischer Aufstand im polnischsprachigen Teil der preußischen Großherzogtums Posen. 

## Vorgeschichte
In den polnischen Teilungsgebieten entstanden in den 1840er Jahren neue Organisationen mit dem Ziel einer Erneuerung des polnischen Staates. Darunter waren in Warschau und der Provinz Posen die Demokratische Gesellschaft. In Posen entstand auch der Plebeische Bund um Walenty Stefański. Dieser strahlte auch nach Westpreußen hinein.
Im Frühjahr 1845 beschloss das Zentralkomitee in Posen einen Aufstand vorzubereiten. Hauptgrund war die Befürchtung, dass politische Reformen innerhalb der Teilungsmächte die polnische Identität verschütten könnten. Man plante in Posen und Galizien die dort stationierten preußischen beziehungsweise österreichischen Einheiten zu überfallen und im russischen Teil Polens einen Aufstand auszulösen. Dieser sollte in einen allgemeinen Krieg übergehen. Das Ziel war es, den polnischen Staat in den Grenzen vor den polnischen Teilungen wieder zu errichten. Im Januar 1846 wurde in Krakau die Bildung einer nationalen Regierung mit Karol Libelt an der Spitze beschlossen.

## Scheitern
Es kam aber in Preußen, bis auf wenige Gefechte um Posen, nicht zur Ausführung der Pläne, da diese der Polizei verraten worden waren. Die Anführer wurden verhaftet; 245 am Aufstand beteiligte Polen wurden im sogenannten Polenprozess in Berlin des Hochverrats angeklagt.
Auch eine weitere Aktion, der Krakauer Aufstand gegen Österreich, scheiterte. Auch dort, wie auch im russischen Kongreßpolen, wurden die Führer der Untergrundbewegung verhaftet.